# أمير برلدجيتش
أمير برلدجيتش مواليد 6 سبتمبر 1987 في زينيتسا، جمهورية البوسنة والهرسك الاشتراكية هو لاعب كرة سلة تركي من أصل بوسني. بدأ مسيرته الاحترافية في سنة 2003. تم اختياره من قبل فريق فينيكس صنز خلال الدرافت. يحمل الرقم 3. يبلغ طوله 6 قدم 9 بوصة (2.1 م).

## المسيرة الاحترافية
لعب مع فنربخشة لكرة السلة في الدوري التركي من سنة 2007 إلى 2015، ثم لعب مع نادي داروشافاكا لكرة السلة في موسم 2015–2016، ثم لعب مع غلطة سراي لكرة السلة في الدوري التركي في سنة 2016.

## إحصائيات المسيرة

### الدوري الأوروبي
| السنة   | الفريق                     | لعب | بدأ | دقيقة | ميداني% | ثلاثية | حرة  | ارتداد | صنع | استلاب | تصدي | نقطة | أداء |
| ------- | -------------------------- | --- | --- | ----- | ------- | ------ | ---- | ------ | --- | ------ | ---- | ---- | ---- |
| 2007–08 | فنربخشة لكرة السلة         | 20  | 10  | 18.1  | .376    | .255   | .500 | 2.3    | 1.1 | .5     | .1   | 4.8  | 3.5  |
| 2008–09 | فنربخشة لكرة السلة         | 16  | 7   | 22.6  | .358    | .245   | .806 | 3.8    | 2.5 | 1.1    | .3   | 7.3  | 7.4  |
| 2009–10 | فنربخشة لكرة السلة         | 10  | 1   | 25.2  | .362    | .188   | .667 | 4.1    | 2.3 | .9     | .1   | 6.8  | 7.7  |
| 2010–11 | فنربخشة لكرة السلة         | 16  | 1   | 16.3  | .494    | .438   | .679 | 2.4    | 2.3 | .3     | .3   | 7.3  | 8.1  |
| 2011–12 | فنربخشة لكرة السلة         | 16  | 4   | 21.5  | .310    | .250   | .750 | 3.3    | 3.1 | .6     | .1   | 6.7  | 7.5  |
| 2012–13 | فنربخشة لكرة السلة         | 22  | 4   | 22.5  | .504    | .333   | .704 | 2.1    | 3.5 | .6     | .1   | 8.1  | 10.5 |
| 2013–14 | فنربخشة لكرة السلة         | 23  | 18  | 29.0  | .452    | .317   | .696 | 4.7    | 4.7 | 1.1    | .3   | 10.2 | 15.5 |
| 2014–15 | فنربخشة لكرة السلة         | 29  | 7   | 22.0  | .447    | .345   | .742 | 2.7    | 3.1 | .9     | .1   | 5.8  | 8.2  |
| 2015–16 | نادي داروشافاكا لكرة السلة | 20  | 5   | 18.1  | .345    | .273   | .579 | 3.4    | 2.9 | .5     | .2   | 4.6  | 7.5  |
| المسيرة |                            | 152 | 57  | 21.7  | .413    | .294   | .690 | 3.1    | 2.9 | .7     | .2   | 6.8  | 8.6  |

## روابط خارجية
- أمير برلدجيتش على موقع الاتحاد الدولي لكرة السلة (الإنجليزية)
- أمير برلدجيتش على موقع الدوري الأوروبي لكرة السلة (الإنجليزية)
- أمير برلدجيتش على موقع سبورتس رفرنس (الإنجليزية)
- أمير برلدجيتش على موقع كرة السلة الأوروبية.كوم (الإنجليزية)
- أمير برلدجيتش على موقع ريلجم (الإنجليزية)
- أمير برلدجيتش على موقع بروبوليرز (الإنجليزية)
- أمير برلدجيتش على موقع سبورتس رفرنس (الإنجليزية)